# Glicerolo-3-fosfato ossidasi
La glicerolo-3-fosfato ossidasi è un enzima appartenente alla classe delle ossidoreduttasi, che catalizza la seguente reazione:
sn-glicerolo 3-fosfato + O2 ⇄ glicerone fosfato + H2O2
L'enzima è una flavoproteina (utilizza il FAD).